# Hadrodactylus fugax
Hadrodactylus fugax là một loài tò vò trong họ Ichneumonidae.